# 24時間テレビ44 愛は地球を救う
『24時間テレビ44「愛は地球を救う」想い〜世界は、きっと変わる。』（24じかんテレビ44「あいはちきゅうをすくう」おもい〜せかいは、きっとかわる。）は、日本テレビにて2021年8月21日（土）18:30 - 8月22日（日） 20:54（JST）に生放送された44回目となる『24時間テレビ 「愛は地球を救う」』である。

## 概要
メイン会場は、3年連続で両国国技館。新型コロナウイルス感染症の流行が続いていることから前年に続いて無観客での開催となり、国技館での対面での募金や公道でのチャリティーマラソンは実施しない。
『笑点』のチャリティー大喜利では、2代目林家三平が実力不足を理由にこの年いっぱいで番組を卒業したため、チャリティー大喜利最後の出演となった。
この年の放送は、『ザ!鉄腕!DASH!!』、『有吉の壁』、『マツコ会議』などを担当する制作陣が中心となって制作された。

## 出演者
※グループ名・所属は基本的に当時のもの

### 総合司会
- 羽鳥慎一[3]
- 水卜麻美（日本テレビアナウンサー）

※羽鳥は前年に引き続き11年連続11回目、水卜は前年に引き続き8年連続8回目。

### メインパーソナリティー
- King & Prince[3]
  - 平野紫耀
  - 永瀬廉
  - 髙橋海人
  - 岸優太
  - 神宮寺勇太

※岸は前年に引き続き2年連続2回目、平野・永瀬・髙橋・神宮寺の4人は初担当。

### チャリティーパーソナリティー
- 菅野美穂[3]

※2009年以来12年振り2回目。

### 24時間テレビサポーター
- 徳光和夫[3]

※前年に引き続き9年連続9回目。

### スペシャルサポーター
- チョコレートプラネット[3]
  - 長田庄平
  - 松尾駿

※初担当。

## チャリTシャツ
- デザイン - 髙橋海人（King ＆ Prince） / 水野学[4]
  - 「老若男女を問わず、着こなすことができるTシャツ」。デザインは今年のテーマである「想い～世界は、きっと変わる。」の英語文と、「多くの人々に想い合うことの大切さを伝えてほしい」という高橋の気持ちが込められている。オリジナルキャラクター「おもウルフ」が描かれていて、カラーは「黄色」「白」「ピンク」「グレー」「カーキ」の5色となっている。

※収益金はチャリティーとなる。

## チャリティーソング
MISIA：「歌を歌おう(24時間テレビver.)」（アリオラジャパン）
作詞・作曲：さだまさし / 編曲：渡辺俊幸
※売り上げの一部が寄付される。

## 企画・コーナー

### 復興への想いを繋ぐ 募金リレー
- 10組のランナーがリレー形式で10キロずつ走り、100キロ走破を目指す（会場・福島Jヴィレッジ[7]）。
  - スターター：市川海老蔵
  - 第1走者：岸優太（King＆Prince）
  - 第2走者：水谷隼
  - 第3走者：荒川静香
  - 第4走者：川井梨紗子、川井友香子
  - 第5走者：五郎丸歩
  - 第6走者：田中理恵
  - 第7走者：長谷川穂積
  - 第8走者：丸山桂里奈
  - 第9走者：林咲希
  - 第10走者：城島茂（TOKIO）

### ライブ・パフォーマンス
- スペシャルライブ・チャリティーソング：「歌を歌おう ～24時間テレビver.」披露（8月21日：20:40頃）[6][8]
  - 24時間TV 歌おうバンド[注釈 1]
- 特別ライブ企画『フラワーソングメドレー』（8月22日：13:30頃）[9][10]
  - 日向坂46「赤いスイートピー」
  - 一青窈「ハナミズキ」
  - DAIGO・チョコレートプラネット「情熱の薔薇」
  - 村方乃々佳「さくら (独唱)」
  - King & Prince「サクラ咲ケ」「花唄」「世界に一つだけの花」
  - 全員「フラワー」
- ステイホーム盆踊り『ぐるり音頭』（8月22日：16:30頃）[9]
  - 大西桃香・本田仁美・小栗有以・久保怜音・柏木由紀（AKB48）[11]、加藤史帆・齊藤京子・佐々木久美・佐々木美玲・東村芽依（日向坂46）[12]、菅野美穂、徳光和夫、チョコレートプラネット、佐藤栞里、中岡創一（ロッチ）、みやぞん（ANZEN漫才）、フワちゃん、水卜麻美

### タイムテーブル
| 時間            | コーナー名                                                                  |
| --------------- | --------------------------------------------------------------------------- |
| 8月21日 18:30 - | 24時間テレビ PART.1                                                         |
| 18:30 -         | オープニング                                                                |
| 19:20 -         | 日本全国想いを重ねるハーモニー イッテQ！女芸人大合唱！                      |
| 20:00 -         | ステージ4のガンと闘う花嫁 「絶対に生きる！」愛と決意の物語                  |
| 20:40 -         | MISIA×紀平凱成×さだまさし 想いよ響け！日本に届けたい歌                      |
| 21:13 -         | ドラマスペシャル『生徒が人生をやり直せる学校』                              |
| 23:06 -         | 最強メダリスト集結！想い～ガチ対決で世界は変わるSP                          |
| 8月22日 1:30 -  | 24時間テレビ PART.2                                                         |
| 1:30 -          | 有吉の壁 想いの壁を越えろ！真夜中の3時間SP                                  |
| 4:30 -          | 24時間テレビ PART.3                                                         |
| 4:30 -          | ZIP! in 24時間テレビ                                                        |
| 6:43 -          | NNNニュースサンデー                                                         |
| 6:55 -          | 24時間テレビ PART.4                                                         |
| 7:50 -          | 伝統を守る人々〜福島 復興へかける想い〜                                     |
| 8:30 -          | がんと闘う昭和の大スター・西郷輝彦 ネットで今伝えたい想い                   |
| 8:50 -          | 超ポジティブ！ラミレス大家族に密着 ダウン症の長男と歩んだ6年間              |
| 9:40 -          | スッキリ 熊本復興にかける想い 高校生ダンス部 ひと夏の挑戦                   |
| 10:00 -         | 福島への“感謝の想い”渡辺・東野ペア第二の故郷へ                              |
| 10:30 -         | 世界変えたいこと会議 EXITが若者と想う未来                                   |
| 10:50 -         | 家族の絆でみんなを笑顔に！ 全盲のYouTuberここちゃん                         |
| 11:14 -         | NNNストレイトニュース                                                       |
| 11:24 -         | 24時間テレビ PART.5                                                         |
| 12:00 -         | ヒロミ＆ジェシーの八王子リホーム 夢を持つ外国人のために日本語教室を大改造   |
| 12:24 -         | 24時間テレビ PART.6                                                         |
| 12:40 -         | 一軒家に100匹･･･多頭飼育崩壊の現場へ 相葉雅紀と福士蒼汰の想い               |
| 13:30 -         | 医療従事者にエールと花束を フラワーソングメドレー                           |
| 13:45 -         | 震災から10年…羽生結弦 想いを込めたSPアイスショー                            |
| 14:40 -         | レスリング須﨑優衣を救った意外な人物からの“手紙”                            |
| 14:50 -         | 病から復活…加山雄三の挑戦！AI技術で“バーチャル若大将”                       |
| 15:20 -         | 髙橋海人が食べ歩く“想いの一皿”コロナと闘い続ける飲食店                      |
| 16:00 -         | news zero有働が見た“夜の街” ひとり親家庭の想い                              |
| 16:30 -         | 想いを込めて踊ろう！ステイホーム盆踊り ぐるり音頭                           |
| 16:50 -         | 黒柳徹子が若者に伝えたい想い！ 芸能界の未来を担う30人に特別授業             |
| 16:54 -         | NNNニュース                                                                 |
| 16:59 -         | 24時間テレビ PART.7                                                         |
| 17:30 -         | チャリティー笑点                                                            |
| 18:50 -         | 子ども6人大家族！肝っ玉母ちゃん 障がいのある子供に必要な場所                |
| 19:10 -         | エンターテインメントへの想いを一つに！光と音の融合！LEDドラムパフォーマンス |
| 19:30 -         | みんなを笑顔に…少女の夢 想いをつなぐ神動画リレー                            |
| 20:10 -         | 想いをひとつに！史上最大のシンデレラガール                                  |
| 20:30 -         | グランドフィナーレ                                                          |

## スタッフ
24時間テレビ44「愛は地球を救う」
- 技術統括：佐藤勝義
- 美術統括：大川明子
- 総合TD：沼田広美
- マイクロプラン：尾山直樹
- 音声プラン：瀧島要介
- SDC・SOC︰石垣雄麻、小野敏之、丸山慶、伊藤勇、塚田宏、小野佳祐
- CVセンター︰伊藤充彦、藤井陸、菊入貴宏、久保尚平、大坪拓、石川和音
- マスター︰萩原豊、岡田裕樹、岸田亜実、早坂浩二、角田泰生、藤本和昭
- 放送進行︰弘田真之、村井利恵、飯田南
- 回線ブッキング：加藤崇行、林綾子、知念愛香、辻直哉
- 電話回線設備︰浅川彦四郎、石中史彦、柴田真之介、久保龍也、酒向綾
- CGデザイン：堀江隆臣、鈴木晴花、野村俊介、水落功真、山岸龍、高木陽基、一戸崇、長谷川晴加、原翔平、園田悠之佑、桾澤勇、坂口剛謙、狩野博貴、日野裕介、林芳樹、田中陽、山田昌弘、新井達也
- 宣伝部：桐本篤、平井杏奈
- 編成：天野英明、今井大輔
- ネットワーク：俣野尚郎、河本香織
- 技術協力：NiTRO
- 美術協力：日テレアート
- 警備本部：金子茂、宮木宣嗣、黒田努、鎌田淳平、石倉伸一、佐々木明、野﨑麻由美、大河敏一、小山新次郎

告知
- - 演出：田村幸大
  - ディレクター：新井若菜、坂本侑哉、相場萌
  - プロデューサー：鈴木将大、劉雅莎、草場千恵、蒲生晃太、富田晶子

PR
- - ディレクター：西本幸平、鈴木潤一郎、橋村和幸、峯村翼
  - プロデューサー：川口信行、深谷圭二、伊藤実枝子、吉田翔、高橋正昭、平井秀和、斉藤陽子、藤本彩子、澤野由佳、勝見桃子
- チャリTシャツデザイン：髙橋海人、水野学

デジタルコンテンツ
- - ICT戦略本部：伊藤加寿子、戸川英俊、鈴木耕、岩鼻優、藤塚一起、寺井赳博

〔ホームページ〕
- - プロデューサー：小籔貴志、堀越智恵
  - ディレクター：鈴木小織
  - デザイナー：加藤美帆、戸谷菜摘、未武里沙
  - システム：佐藤彩枝、眞坂雅由美、山田貴史

〔データ放送〕
- - プロデューサー：松村優衣
  - ディレクター：高山祐司、稲福祥子
  - デザイナー：下川智華、安藤万優佳
  - エンジニア：高橋佳鈴
- 〔スマホARアプリ〕：藤井彩人、堤泰生、神田有沙、山内真央

24時間テレビ日産チャリティーイベント
- - 特別協賛：日産自動車
  - TD：飯島章夫
  - SW：大谷アグリ
  - カメラ：海野亮
  - 配信：佐々木謙太
  - MIX：日下部巌
  - VE：渥美淳
  - 照明：池長正宏
  - 音響：近藤鎌一
  - 音効：高橋秀治
  - モニター：久保和也
  - 演出：川口順也
  - ディレクター：西岡伊吹、小見早苗
  - プロデューサー：藤井良記、藤田志帆、内藤葵

汐留本社S1サブ放送本部
- - SW：高田憲一、松嶋賢一、岩本茂、鈴木健司
  - 音声：梓沢曜平、星野正樹、中野裕介、依田真和、榊原大輔
  - 調整：三橋崇弘、田口徹、池田祐一郎、向山江梨香
  - VTR出しディレクター：星野隆夫、佐藤伸一、島袋みさと、植木瑞穂
  - TK：居波初子、坂本幸子、山沢啓子、鈴木リサ、長坂真由美、山岸由佳、奈良里美、神保よしみ、伊村佳恵
  - ECG：吉本江里菜、馬屋原彩咲、辻根昌枝、宮前芳恵、齋藤さやか、今泉瑞希
  - 技術・ネットコーディネート：河村哲平、小林瑤一朗、鶴岡陽太、升野太誠、上野真二

オープニングアバン
- - ディレクター：馬目雅寿

募金リレー
- - ナレーター：平野義和
  - TD：八木原輝
  - FCT技術：佐藤潤
  - MMT技術：赤坂哲也
  - SW：浅田昇、金澤正美
  - CAM：原島伸光、遠藤慎也
  - 移動車CAM：寺澤由明、岡本卓也
  - MIX：櫻田勝博、森博義
  - 移動車MIX：小境健太郎
  - マイクロ：船越正道
  - VE：石倉大悟
  - 移動車VE：鈴木裕美
  - 移動車ドライバー：宮田雄一、清水辰雄
  - 照明：千葉雄
  - 美術：三浦昭彦
  - デザイン：山本莉子
  - 大道具：佐野和永、吉田興二
  - メイク：奥松かつら
  - マラソンプロデューサー：坂本雄次
  - マラソンコーディネーター：中川修一、佐藤成人、上北泰弘
  - 制作進行：日下潤、岡本あかね、田口美和子
  - S1コーディネーター：池山愛奈、坂谷侑子
  - ダイジェストVTR：遠藤隼人、楠木里紗
  - ノンリニオペレーター：高野和子
  - ディレクター：前田大輔、東海林大介、木村将士、曽我翔、齋藤郁恵、長沼秀幸、辻正記、竹内潤、柳川雄洋
  - VTR演出：那須大輔
  - 中継演出：有田駿介
  - プロデューサー：新井秀和、田中俊光、木村優子、小川明人、田辺わたる、笠間有美、梅村昇平

日本列島ダーツの旅
- - ナレーター：町田浩徳（日本テレビアナウンサー）
  - ディレクター：森田隆行、満冨洋隆、大石正通、貝瀬芳和、田野辺陽平、角尚紀
  - プロデューサー：久道恵、江尻直孝、須藤大介、海老澤友美子

想い 国技館フロアー
- - フロアディレクター：林田竜一、前田さき、山崎宏之
  - プロデューサー：橋本隆司、山森真実

イッテQ!女芸人大合唱!
- - ナレーター：立木文彦
  - 音効：保苅智子
  - 編集協力：オムニバスジャパン
  - 技術協力：EAT、テレビ岩手、響屋大曲煙火
  - ロケカメラ：小谷智士、石井邦彦
  - S1コーディネーション：小野寺健
  - 中継ディレクター：北見大地
  - ディレクター：須原翔、藤野研介、長田昌之
  - プロデューサー：杉原洋子、高橋容子、木根奨太

がんと闘う花嫁 愛と決意の物語
- - ナレーター：森富美（日本テレビアナウンサー）
  - ディレクター：前川瞳美、金光豪
  - プロデューサー：沢田健介、向山典子

想いを伝えろ!24分間テレビ
- - ディレクター：田渕公博、藁科啓、菅谷亮介
  - プロデューサー：藤崎一成、藤井理絵、水谷美里

ギネス世界記録
- - ナレーター：服部伴蔵門
  - ディレクター：蒲龍太郎、山際梨紗、日比野大輔、小林真由子
  - プロデューサー：貝山京子、河野安治、横山優花

想いよ響け！日本に届けたい歌
- - ロケカメラ：三浦貴広
  - ディレクター：新井章司、小川大輔、比嘉智樹
  - プロデューサー：藤本弘志、山田美穂、山崎みみ、大塚明、伊藤那月

最強メダリスト集結！ガチ対決で世界は変わる
- - ナレーター：服部伴蔵門
  - 美術プロデューサー：葛西剛太
  - デザイン：高木彩
  - 大道具：小林凪
  - 電飾：尾島香奈
  - 音効：樋口謙
  - ディレクター：長谷川たかし、井田隆寛、増田貴也、鈴木孝志
  - プロデューサー：紀内良彦、齋藤久美子、秋山雅美、吉村真人、仲田竜馬、村田聡子、加藤万紀子
  - 演出：柳沢英俊

〔本社スタッフ〕
- - 本社TD：渡邊佳寛
  - 本社SW：津野祐一、渡辺滋雄
  - 本社カメラ：横田将宏、日向野崇
  - 本社MIX：青山禎矢、中村宏美
  - 本社VE：古手川大、飯島友美
  - 本社照明：加藤恵介、村上洋平
  - ディレクター：濱野英典、上本一、渋谷航平
  - TK：石島加奈子
  - スローオペレーション：伊藤貴史
  - 協力：TRACKMAN BASEBALL、スポルティング・ジャパン

有吉の壁 ～真夜中の3時間SP～
- - ナレーター：桐谷蝶々
  - ロケカメラ：千葉譲司
  - ロケ音声：宮川康一
  - デザイン：熊崎真知子、米津成美
  - 大道具：増井志眞
  - CG：安田朝実
  - 編集：木村有宏
  - デスク：小原麻実
  - MA：櫻井伸二
  - 音効：今野直秀、鈴木信行
  - ディレクター：新目美菜海、竹内遥香、横井夏帆、村山恭涼、加賀南海
  - 演出：千葉博史
  - プロデューサー：磯貝美佐子、高橋久直、加藤和恵、大久保薫子

ZIP! in 24時間テレビ
- - SW：三井隆裕
  - カメラ：伊藤孝浩
  - VE：笈川太
  - MIX：藤岡絵里子
  - 照明：谷田部恵美
  - 音効：久坂惠紹
  - 美術プロデューサー：上條宏美
  - デザイン：浅田一花
  - 大道具：泉慎一、濱田高志
  - TK：竹島祐子
  - ECG：齋藤さやか
  - BV：阿部幸夫
  - ディレクター：後藤一輝、山本千晶、藤田正和、嶋崎良介、神谷美帆、松島大悟、藤田日登美、庄司直美、渡邊菜月
  - プロデューサー：石村修司、長田宙、田口舞、碓田千加志、坂本水奈、中谷徳秀、壁下真紀子、大嶋麻由、古和田早紀、白井夕貴
  - 演出：池谷賢志、森石丈浩、高井健司、杉本憲隆

ボクがママの目になる!盲目のパラアスリート
- - 制作進行：山口太一
  - プロデューサー：笠原保志

人生初ヒットを打ったさっちゃんは今?
- - ディレクター：表修平
  - プロデューサー：塚田直之、南里梨絵

King & Prince VS 達人5番勝負
- - ミヤギテレビ：杉山祥太郎
  - テレビ信州：戸谷悠
  - 西日本放送：岡光真吾
  - 熊本県民テレビ：傘功治
  - ディレクター：山田瑞貴、濱口翔、伊藤光明、中尾阿実
  - コーディネーション：高田耕作
  - プロデューサー：矢野尚子

工藤農園から朝どれ生中継
- - 中継コーディネーター：鴇田晴海
  - チーフディレクター：山井貴超
  - ディレクター：深坂崇夫

がんと闘う昭和の大スター西郷輝彦
- - ナレーター：杉本るみ
  - ディレクター：細川祐子
  - プロデューサー：小島俊一

岸優太 福島の想いに出会う旅
- - ナレーター：平野義和
  - ディレクター：高宮恵蔵
  - 技術協力：ZEROCAM
  - プロデューサー：切替愛

ラミレス大家族に密着 長男と歩んだ6年間
- - ナレーター：城ヶ崎祐子
  - カメラ：坂口賢大
  - VE：波並裕太、石田崇
  - 音効：岡沢秀二
  - チーフディレクター：内田雅行
  - ディレクター：伊藤高史、海藤主
  - 演出：上利竜太
  - プロデューサー：福田昌彦、黒木智子

スッキリダンスONEプロジェクト
- - ナレーター：岩田絵里奈（日本テレビアナウンサー）
  - 協力：アカネキカク、熊本県民テレビ
  - ディレクター：福井翔一郎、岩谷光将、國井弘明
  - 演出：藤森和彦
  - プロデューサー：笹部智大、押田徹也、伊藤文

世界変えたいこと会議 EXITが若者と想う未来
- - ナレーター：滝菜月（日本テレビアナウンサー）
  - オペレーター：橋本治
  - 音効：高取謙
  - カメラ：星野洋平
  - 照明：香川和代
  - 音声：熊内直美
  - ディレクター：増田雄太、加藤昌義
  - プロデューサー：笹木哲、山川好美、森美紀子、徳江澄夏

家族の絆でみんなを笑顔に！YouTuberここちゃん
- - ナレーター：森富美（日本テレビアナウンサー）
  - ディレクター：筧友秀
  - プロデューサー：石川絵里

ヒロミ＆ジェシーの八王子リホーム
- - ナレーター：服部伴蔵門
  - TD：明庭保昭
  - SW：高橋尚志
  - カメラ：今野智道、富山大輔、宮路龍太
  - VE：柳原拓実
  - MIX：南雲長忠
  - 音声：清水新太郎、中越興士郎
  - 大道具：苑田英和
  - ENGカメラ：依田信彦
  - ロケ技術：イルージョン
  - リフォーム監修：渡邊豪、谷口陽一、小林信夫
  - 協力：ふじみの国際交流センター
  - 中継ディレクター：中原芳
  - 中継コーディネーター：磯和伸明
  - S1コーディネーター：奥村竜
  - ディレクター：嵐修三郎、松井美保、南條友香、橋本翔輝、安蒜和也、友成知里
  - プロデューサー：越山理志、阿河朋子、大野光浩、岩井秀行、新藤穂波、神田富士江

多頭飼育崩壊 相葉雅紀と福士蒼汰の想い
- - ナレーター：奥谷楓
  - カメラ：井澤和彦、江澤崇
  - VE：岡澤信吾
  - ディレクター：島本敬之、千葉晃史
  - 演出：勝俣晋
  - プロデューサー：黒川高、宮﨑文夫、長谷川才帆子

医療従事者にエールを フラワーソングメドレー
- - プロデューサー：岩崎小夜子、和田裕子

羽生結弦 想いを込めたSPアイスショー
- - ナレーター：窪田等
  - TM：佐々木学
  - カメラ：鈴木哲也
  - PA：佐藤友宣
  - PD：海老澤明子
  - 報道統括P：大野伸
  - 報道P：星川泰応
  - ディレクター：渡辺春佳、三原大輔
  - プロデューサー：合田伊知郎、清千里、大越理央、渡邊侑加

感謝の想い”渡辺・東野ペア第二の故郷へ
- - ナレーター：服部伴蔵門
  - ディレクター：林真央
  - プロデューサー：武末大作、二瓶剛

加山雄三の挑戦！AIバーチャル若大将
- - ナレーター：林田尚親
  - 技術協力：3DIG、テクノスピーチ、コエステ、ASOBiZM、新居祐介、金林真
  - 撮影協力：凸版印刷「バーチャルヒューマンラボ」
  - 映像協力：CAPCOM
  - 企画協力：加山プロモーション
  - メイク：小室あい
  - カメラマン：山本啓太
  - 音声：酒井亜邪
  - CGデザイナー：笹海舟、鈴木春樹、Matija Suhadorlc
  - CGエンジニア：新井貴大
  - CGプロダクトマネージャー：河内拓也
  - CGプロデューサー：飯塚岳人
  - VTRディレクター：福田英作
  - VTR演出：川崎文平
  - 国技館演出：中村文彦
  - プロデューサー：吉無田剛、輿石将大

髙橋海人 コロナと闘い続ける飲食店
- - ナレーター：高橋海斗
  - 演出：田中裕樹
  - プロデューサー：山本美沙子、金井悦子
  - ディレクター：林良樹

news zero 有働が見た ひとり親家庭の想い
- - ナレーター：有働由美子
  - カメラ：奥山国重、副枝保孝
  - 音声：大久保匠
  - ディレクター：吹野文哉、川原大輔
  - 演出：大井秀一
  - プロデューサー：安彦真利江
  - チーフプロデューサー：遠藤正累

ステイホーム盆踊り ぐるり音頭
- - ディレクター：池田翔一
  - 演出：吉川真一朗

黒柳徹子 芸能界の未来を担う30人に特別授業
- - ナレーター：石井正則
  - ディレクター：財津猛、町田亘、砂川隼樹
  - プロデューサー：佐藤俊一、宇和川隆、中島小恵理、岡田実樹
  - チーフディレクター：内田秀実

チャリティー笑点
- - SW：宮崎和久
  - カメラ：赤澤知弘
  - 照明：小川勉
  - 音声：山口直樹
  - 音効：宮川素子
  - 電飾：平ノ内厚夫
  - 美術プロデューサー：櫻場千尋
  - デザイン：大住啓介
  - 大道具：田村佳久
  - 小道具：佐々木洋平
  - メイク：外山奈津子
  - 衣装：栗田佐智子
  - モニター：東佑輔
  - 仕出し客：広畑尚哉
  - 協力：越智有紀子
  - ディレクター：高木裕司、福田拓也
  - TK：中村ひろ子
  - プロデューサー：福田一寛、飯田達哉、大畑仁、山口裕之、奥山知美
  - 統轄プロデューサー：宮本誠臣

子ども6人大家族!障がいのある子どもに必要な場所
- - ナレーター：菅野美穂
  - ディレクター：石﨑史郎、鈴嶋直子、赤坂謙
  - プロデューサー：黒川こず枝、佐藤なつね、大須賀美紀

ヒルナンデスエンターテインメント LED大パフォーマンス
- - ナレーター：平野義和
  - ディレクター：小谷信公、小岩井佑樹、富永恵也、山口大輔、大山藍、菅原諒
  - 演出：五歩一勇治
  - プロデューサー：三觜雅人、金沢浩二、久保田博哉

みんなを笑顔に 神動画リレー
- - ナレーター：沢城みゆき
  - プロデューサー：蔭山彩、飯高昌宏、大野もも
  - ディレクター：中山準士、池田翔、石井拓郎、久保陸

福島DASH村
- - ナレーター：平野義和
  - チーフディレクター：田川浩子
  - ディレクター：中澤洋貴
  - プロデューサー：竹村薫、井手茶智

想いをひとつに！史上最大のシンデレラガール
- - プロデューサー：國谷茉莉、山本玲子
  - ディレクター：片岡明日香
  - 演出：栗原利典

アニメで登場!想いを伝えるおもウルフ
- - ディレクター：中川ゆりや
  - アニメーション協力：うぐいす工房

バーチャル募金列
- - ディレクター：小倉寛太
  - プロデューサー：佐野正法、高浜稜

両国・国技館
- - TD：中島和真
  - 音声プラン：原秀彰
  - SW：吉田健治、荻野高康、中村哲也、北折雅人
  - カメラ：大庭茂嗣、岩永雄允、高木静香、門田健、佐藤裕司、星勇次、島田佳奈、茅野竜徳、鎌倉和由、高野信彦、小林沙祐里、高木亮、山内剛、下谷哲生、三谷恭平、木藤和久、福田伸一郎、早川智晃
  - 音声︰大越克人、杉村理紗、小原正広、安楽修平、滝口祐造、林英毅、宮内貞、松村美緒、白水英国、加賀金重郎、村瀬惰一
  - 調整︰吉﨑慶、横山秀樹、藤原達記、橋詰聖仁、八谷勇太郎、田邉仁美、岡田直紀、鈴木昭博、川平貴之、児玉大輔
  - 音楽効果：西谷香澄、岡崎宏、杉山謙一郎
  - 照明：小笠原雅登、大矢晃、長谷川剛史、掛橋司、中山佑宇、貫井亜廉
  - テレビモニター：杉山知浩
  - マルチモニター：小内一豊
  - 美術プロデューサー：山本澄子
  - デザイン：北原龍一、波多野真理
  - 設営︰石原隆、金丸真土
  - 大道具︰下吉克明、鷲嵜季映
  - 電飾︰藤井阿沙子、糸数青祥、冨田仁、池田大介
  - アクリル装飾︰松本健、山田隼人
  - 花装飾︰原京子
  - メイク：奥松かつら
  - 立木：安藤淳
  - 特殊効果︰内山栄一
  - VTR出しディレクター：高橋篤史、八隅秀哲
  - ステージング：MIKO、坂田圭司
  - TK：矢島由紀子、桜井えみこ、田中彩、山際慎子
  - 編曲：たかしまかんた
  - 演奏：ガッシュアウト、フェイスミュージック
  - コーラス：フィジー、ミュージッククリエイション、日テレ学院
  - 日テレ学院コーラスコーディネーター：飯田啓之、増田康恵
  - ゲストフォロー：高松明央、済本明里、森下典子、加藤晋也、大橋あり、村越多恵子、影山幸子、寺島淳司、白川大介
  - フロアディレクター：稲元雅俊、長谷川賢一、高橋康之、川島啓史、牧野郁人、佐々木万由子、田中もも、中嶌玲奈、諫山宗佑、松本美咲、後藤喬之、富永結貴、淺沼丈生、樹林杏、栗原海柚、清家未来、丹羽理沙子、傅克文
  - ケータリング：石塚理、高橋幸浩
  - 国技館コーディネーション：内藤智子、光岡裕子、脇阪真琴、鈴木涼介、山崎李奈、甲斐主現
  - 国技館企画演出：市川隆、本田拓也
  - 統轄プロデューサー：渡邊政次
  - チーフプロデューサー：原司
- 協力：公益財団法人 日本相撲協会
- 制作協力：アガサス、アクロ、AX-ON、アンメック、いまじん、えすと、オフィスクレッシェンド、オリオンクルー、極東電視台、クリエイティブ30、ゴッドキッズ、ザイオン、ザ・ワークス、シオン、ジッピー・プロダクション、仁プロデューシング、セプテンバー、創輝、東阪企画、日企、日テレイベンツ、パッション、ブームアップ、ペンクリエイティブ、メディアスパイス、モスキート、ユニオン映画、ランナーズ・ウェルネス、ローリング、ロール・ワン
- 構成作家：桜井慎一、ヒロハラノブヒコ、川上トリオ、木南広明、アリエシュンスケ/森本雅也、西村勝史、樅野太紀、斉川宜希、そーたに、三木睦郎、谷口マサヒト、中村元樹、小林哲也、石田賢人、城啓介、堀江里光、佐藤かんじ、会沢展年、菊池祐一、山田浩康、木野聡、はっしー橋本、橋本大介

24時間テレビ事務局
- - 事務局長：渡邉修三
  - 事務局：若月英宏、反町礼、高見俊彰、武井実、梅村由紀、岩久みか、上野智子
- キャッシュレス募金：財津功靖、守屋さつき、城内拓人
- ボランティア本部：西倉渚沙、柚木洋彦 草の根チャリティーネットワーク
- 制作進行：東原祐子、西村友美、濱本理子
- 制作：森實陽三、新井直彦/福士睦、清水星人、三浦俊明
- 国技館ディレクター：渡邊友一郎、徳永清孝、藤戸星妃、上野詩織、廣瀬隆太郎、小松正樹
- 汐留本社S1サブディレクター：山下聖司、冨永琢磨、井上将司、関口拓
- S1サブ演出：髙橋利之、古立善之、水嶋陽
- 全体進行：斎藤寿
- 国技館演出：宮森宏樹
- メインプロデューサー：小林拓弘、宮崎慶洋、横澤俊之
- 総合プロデューサー：島田総一郎
- 総合演出：橋本和明
- チーフプロデューサー：秋山健一郎、江成真二
- 制作指揮：山田克也
- 製作著作：日本テレビ

## 視聴率
平均
- 世帯：12.0%（個人：7.0%）[13]

瞬間最高視聴率
- 世帯：23.4%（個人：16.0%）[13]

時間帯別
8月22日
- 9.1%（18:30 - 21:15）
- 9.4%（21:15 - 23:10）
- 5.5%（23:10 - 01:30）

8月23日
- 2.4%（5:00 - 6:43）
- 7.0%（6:55 - 11:14）
- 7.6%（11:24 - 12:24）
- 7.3%（12:24 - 16:54）
- 8.4%（16:59 - 17:23）
- 10.3%（17:23 - 19:00）
- 12.4%（19:00 - 20:54）

## 関連番組
- 1億3000万人のSHOWチャンネル（2021年5月8日放送）

メインパーソナリティを発表
- 世界一受けたい授業（2021年6月26日放送）

チャリTシャツデザイン発表
- 24時間テレビ×鉄腕DASH King & Prince 豪華出演者(秘)企画解禁SP

2021年8月15日放送の事前番組